# Grgur Karlovčan
Grgur Karlovčan (Kalinóc, 1913. március 11.  – Ógradiska, 1942. szeptember 29.) horvát költő, regényíró pedagógus és pedagógiai író volt.

## Élete
A Szentgyörgyvár melletti Kalinócon született 1913. március 11-én. Pakrácon és Zágrábban járt tanítóképzőbe, majd 1934-ben Károlyvárosban végzett. Baloldali ideológiai nézetei és a „Srednjoškolci govore” (Középiskolások beszélgetnek) című diákkiadványban való közreműködése miatt kizárták az iskolából és letartóztatták. 1935-től a hercegovinai Tasovčićiben tanított, ahol részt vett a nemzeti olvasókör megalapításában és működtetésében, továbbá közreműködött a Seljačko kolo (Parasztkör) Társaság és a helyi könyvtár megalapításában. 1938-ban Cetinjében tanári vizsgát tett, majd 1939-től a boszniai Cazinba való áthelyezéséig, 1941-ig a zágrábi Felsőfokú Pedagógiai Iskolában tanult. A Független Horvát Állam hatóságai kommunista és partizán agitátorként tartóztatták le és 1942. szeptember 29-én az ógradiskai fogolytáborban meggyilkolták.

## Irodalmi pályafutása
Első verseit a „Mladost” folyóiratban publikálta (1929, 1931–33), továbbá verseket, novellákat és karikatúrákat publikált a „Selo i grad” (1932–33), a „Snaga” (1932), a „Glas” (1933), a „Hrvatska revija” ( 1933–34, 1941), a „Kronika” (1933), a „Dani i ljudi” (1935–36, 1941), a „Književnik” (1937–38), „Naša stvarnost” (1938) és az „Izraz” (1939–40) folyóiratokban. Kezdettől fogva az új realizmus irodalmi áramlata társadalmi tendenciájának hatása alatt volt. Az 1930-as években irodalmi munkásságában a dokumentálás szükségességét és a társadalmi igazságosság keresését hangsúlyozva elsősorban a megalázott és jogfosztott társadalmi rétegek szegénységét és nyomorúságát tematizálta. Munkásságát szülőföldjének, a podravinai régió környezetének, valamint a hercegovinai régiónak a benyomásai és képei ihlették a „Srce nad ravnicom” (A síkság szíve; 1933) és a „Lice dana” (A nap arca; 1940) című versgyűjteményében egy meg nem élt és nehéz gyermekkor, a szegény paraszti élet tapasztalati motívumai foglalkoztatták. Tényekre és naturalista életérzésre épülő, társadalmilag elkötelezett költői szavai gyakran tele vannak fájdalommal és gyűlölettel (Bratova nenapisana pjesma), és csak néhány versszakban zengnek hangjai bensőségesen (Romon žudnje), vagy éppen a pásztorok vidámságát sugározzák (Ljeto). Az F. Galovićnak szentelt, „Pesniku prostrelenega srca” (Megtört szív költője) című kaj nyelvjárású ciklusban a meleg anyanyelvi hangok és a mulandóság szorongó érzései mellett felismerhetőek Galović sóvárgó hangulatai és idilli hangulatai.
Túlnyomóan szociális és didaktikai indíttatású regényes-romantikus prózát írt, amelyben a társadalmi nyomor ábrázolása és a podravinai táj lírai leírása mellett olykor sikerül lélektanilag árnyalni a szereplők belső állapotait (Sedmo dijete). A Podravina gazdasági válságának és a parasztszövetkezetek hanyatlásának következményeit tematizáló „Natopljene brazda” (Átázott barázdák; 1939) című realista regényében a szereplők fekete-fehér jellemzése és a pszichológiai motiváció hiánya miatt nem sikerül legyőznie a pátoszt és a romantikus idealizmust. Regényeit lefordították eszperantóra (Novelaro. Zágráb 1981), és képviselteti magát a Horvát novellák antológiájában (Zágráb 2001) is.
Elméleti és pedagógiai munkásságában a „munkásiskolai” pedagógia kritikusaként tűnt ki. Az "Ivan Filipović" kulturális segélyszövetkezet munkájában (1937) részt véve és a horvát iskolai viszonyokat tanulmányozva figyelmeztet arra, hogy a társadalom gazdasági átszervezése és az iskolák anyagi alapjainak alapos megváltoztatása nélkül lehetetlen egy „új iskola” megvalósítása. A „Problem škole rada” (A munka iskolájának problémája) című tanulmány (Zágráb, 1935), beszélgetések az iskolai és a tanórán kívüli munka érintkezési pontjairól, az „új iskola” kudarcának okairól, az iskolák anyagi helyzetéről és a család befolyásáról az iskolás gyerekek sikerességére és a tanári feladatokra Horvátországban elsőként fogalmazta meg a fiatal, marxista irányzatú tanári nemzedék törekvéseit.

## Művei
- Srce nad ravnicom. Đurđevac 1933, 1968.
- Natopljene brazde. Zagreb 1939.
- Lice dana. Zagreb 1940.
- Pjesme i proza. Zagreb 1946.
- Sabrana djela. Đurđevac 1978.
- Izabrana djela. Pet stoljeća hrvatske književnosti, 136. Zagreb 1991, 457–519.